# Теодор Агрипа д'Обине
Теодо̀р Агрипа̀ д'Обинѐ (на френски: Théodore Agrippa d'Aubigné) е френски поет, публицист и офицер.

## Биография
Роден е на 8 февруари 1552 година в Пон, провинция Сентонж, в семейството на съдия, който малко по-късно приема калвинизма. Учи в Женевския университет, след което участва в Религиозните войни. Става един от приближените на Анри Наварски, но след като той приема католицизма и френската корона, публично го критикува за неговото вероотстъпничество. Автор е на полемични текстове, стихове и на епичната поема „Les Tragiques“ (1616), посветена на преследванията срещу хугенотите. Заради непримиримата си враждебност към католицизма е принуден да напусне Франция през 1620 година и прекарва остатъка от живота си в Женевската република.
Теодор Агрипа д'Обине умира на 9 май 1630 година в Жуси. Негова внучка е Франсоаз дьо Ментенон, която става тайна съпруга на крал Луи XIV.